# Momo alla conquista del tempo (album)
Momo alla conquista del tempo è un album di Gianna Nannini del 2001, colonna sonora del film omonimo a cartoni animati di Enzo D'Alò, tratto dal romanzo Momo di Michael Ende. L'album è stato pubblicato e distribuito dall'etichetta Universal Music.
La musica è scritta e interpretata dalla Nannini, autrice anche dei testi insieme a Isabella Santacroce. Il tema principale Aria e Bambina magica sono firmate dalla Nannini con Francesco Sartori; altri tre brani chiave (Romantica guerriera, Uomini grigi e Demoni) sono di Nannini, Raffaele Gulisano, Tommaso Marletta e Davide Oliveri. 

## Tracce
1. Intro
2. Epica
3. Aria Preludio
4. Uomini grigi
5. Meravigliosa creatura
6. Sultana
7. Demoni
8. Aria (Momo Version)
9. Orafiore
10. Romantica guerriera
11. Centrale
12. Aria Carillon
13. Bambina magica